# Rodin Potok
Rodin Potok is een plaats in de gemeente Suhopolje in de Kroatische provincie Virovitica-Podravina. De plaats telt 68 inwoners (2001).